# 10569 Kinoshitamasao
10569 Kinoshitamasao eller 1994 GQ är en asteroid i huvudbältet som upptäcktes den 8 april 1994 av de båda japanska astronomerna Kazuro Watanabe och Kin Endate vid Kitami-observatoriet. Den är uppkallad efter Masao Kinoshita.